# Kulaksızlar, Akhisar
Kulaksızlar là một xã thuộc huyện Akhisar, tỉnh Manisa, Thổ Nhĩ Kỳ. Dân số thời điểm năm 2011 là 202 người.